# Katarzyna Howard
Katarzyna Howard (ur. ok. 1523/1524, zm. 13 lutego 1542 w Tower of London) – piąta żona króla Anglii Henryka VIII, królowa-małżonka Anglii i Irlandii.
Henryk poślubił ją 28 lipca 1540 w Oatlands Palace w Surrey, niecałe trzy tygodnie po anulowaniu małżeństwa z Anną z Kleve. Po dwóch latach małżeństwa została ścięta za zdradę z powodu cudzołóstwa. Wśród żon Henryka Katarzyna była trzecią przedstawicielką angielskiej szlachty.

## Życiorys

### Młodość

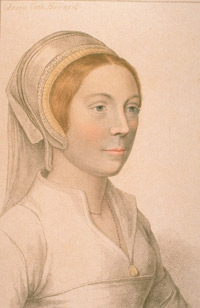
Katarzyna Howard szkic Hansa Holbeina Młodszego

Ojcem Katarzyny był lord Edmund Howard. Matką była Joyce Culpeper. Była bratanicą matki Anny Boleyn, Elizabeth Howard. Urodziła się prawdopodobnie w Lambeth (obecnie dzielnica Londynu). Dokładna data urodzenia nie jest pewna, było to w 1523 lub 1524 roku. Jej dziadkiem był Thomas Howard, drugi książę Norfolk, ale jej ojciec, choć był arystokratą, nie był zamożny, ponieważ był jednym z 21 dzieci księcia. Kiedy ożenił się z jej matką, ta miała już pięcioro dzieci z pierwszego małżeństwa i była w ciąży z szóstym. Katarzyna była prawdopodobnie jej dziesiątym dzieckiem. Dlatego jej ojciec często musiał prosić o pomoc zamożniejszych kuzynów, jego sytuacja zmieniła się dopiero w 1531, kiedy to dzięki spokrewnieniu z Anną Boleyn otrzymał w 1531 r. posadę komendanta w Calais, został z niej zwolniony w 1539 i umarł tego samego roku w marcu.
Gdy Katarzyna miała dziesięć lat, jej matka zmarła, ojciec ożenił się ponownie, a ona sama została odesłana do swojej ciotecznej babki księżnej wdowy Agnieszki Howard, aby dokończyć edukację. Zarządzała ona domami Chesworth House koło Horsham i Norfolk House w Lambeth, w których na wychowaniu przebywało wiele dzieci i sierot ze zubożałych rodów arystokratycznych, czasem z opiekunami. Był to bardziej mały dwór niż szkoła, wiele dziewcząt Howardów, jak i z innych rodzin sypiało w jednym pokoju, natomiast chłopcy w innym. Niewielka, symboliczna kontrola i brak systematycznej edukacji był przyczyną rozluźnionej atmosfery. Księżna wdowa często bywała na dworze królewskim i zaniedbywała obowiązki. Większość czasu upływało na zabawach i próbach chłopców dostania się do pokoju dziewcząt. Z tego powodu Katarzynie brakowało wykształcenia, ledwo umiała czytać i pisać, później starała się nadrobić zaległości. Była określana jako energiczna, ale nigdy jako pobożna, czy też skora do nauki.
Tam też Katarzyna zaczęła swój pierwszy flirt, z nauczycielem muzyki Henrykiem Mannoksem około roku 1536 - kiedy miała 13 lat. Mannox zeznawał później przeciwko niej. Pod koniec 1538 zaangażowała się w romans z zarządcą posiadłości Francisem Derehamem. Zostali kochankami, nazywając się wzajemnie żoną i mężem. Francis powierzył jej obowiązki przynależne żonie, takie jak powierzenie swoich pieniędzy, gdy był w podróży. Wielu domowników i gości wiedziało o ich związku, który zakończył się gwałtownie w 1539, kiedy to księżna wdowa stanowczo położyła temu kres. Rozstali się, umawiając się, że wezmą ślub, kiedy Francis wróci z Irlandii, co według ówczesnego prawa stanowiło zaręczyny.

### Małżeństwo
Wuj Katarzyny, książę Norfolk, zapewnił jej miejsce wśród dam dworu Anny z Kleve. W 1539 przybyła na dwór królewski i jako atrakcyjna młoda dziewczyna szybko zwróciła uwagę Henryka, który od początku nie był zainteresowany Anną. Choć miała na swym koncie romanse, w oczach króla była niewinną nastolatką, którą od razu zaczął obsypywać klejnotami i podarkami. Rodzina Howardów liczyła, że jej romans z Henrykiem przywróci ich do łaski króla po katastrofie, jaką był dla nich upadek Anny Boleyn, oraz na wzmocnienie stronnictwa katolickiego. Poślubił ją 28 lipca 1540 roku. 
Małżeństwo młodej dziewczyny ze starzejącym się mężczyzną, który bogactwem stroju daremnie maskował otyłość (ważył już wtedy blisko 140 kg i miał nieprzyjemnie pachnący wrzód na nodze), było dla niej trudne do zniesienia. Według niektórych zeznań już na początku 1541 znalazła odmianę w ramionach jednego z ulubionych dworzan Henryka, Thomasa Culpepera, którego planowała poślubić, jeszcze kiedy była damą dworu Anny z Kleve. Spotkania pary organizowała dama dworu królowej Jane Parker. Aby kupić milczenie osób, mogących swoją wiedzą o przeszłości królowej zagrozić jej reputacji w oczach męża, Katarzyna zatrudniła na atrakcyjnych stanowiskach kilka z nich – m.in. swoich dawnych kochanków – Francisa Derehama jako osobistego sekretarza i Henryka Mannoxa jako jednego z nadwornych muzyków. Traktowali swoją znajomość z królową jako uzasadnienie do wywyższania się na dworze – charakterystyczne było zachowanie Derehama, który np. na uwagę mistrza ceremonii, że bezzasadnie korzysta z przywileju przeznaczonego dla „członków rady królowej” (a był to tytuł honorowy dla najstarszych dworzan), butnie odpowiedział, że w radzie królowej był, zanim ona poznała mistrza ceremonii i w niej pozostanie, kiedy królowa o mistrzu ceremonii dawno zapomni. Dodatkowo królowa była bardzo nieostrożna i spotykała się z Culpeperem podczas podróży pary królewskiej na północ Anglii do Yorku latem 1541, tak że o ich schadzkach wiedziały osoby spoza dworu. Plotki o niewłaściwych relacjach królowej zaczęły się rozprzestrzeniać. Dotarły do arcybiskupa Tomasza Cranmera, który po sprawdzeniu ich zasadności poinformował o nich króla, który nie dał im wiary. Rozkazał jednak aby wszystko sprawdzono "aż do samego dna".

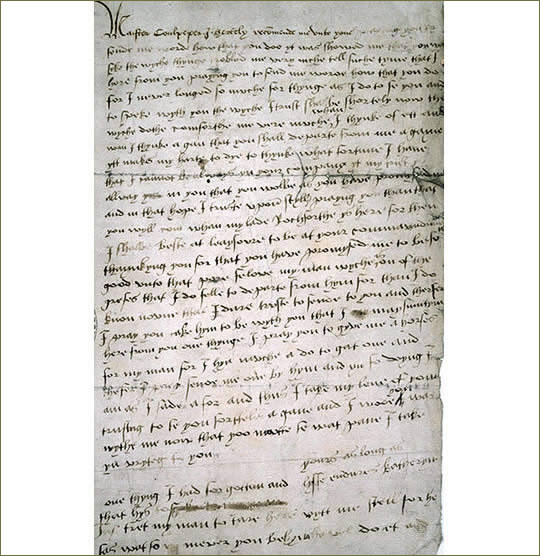
List Katarzyny Howard do Thomasa Culpepera

### Proces i śmierć
Katarzyna została odosobniona w swych komnatach i pozostawiona pod strażą, wielokrotnie w tym czasie przesłuchiwana przez doradców króla. Pierwotnie Henryk miał się z nią rozwieść i oddalić ją, jednak na nieszczęście Katarzyny został przechwycony jej list miłosny do Culpepera. To spowodowało natychmiastowe oskarżenie o niewierność, co w przypadku królowej oznaczało też zdradę stanu. Zimą 1541 roku Katarzynę uwięziono w opactwie Syon Abbey Middlesex, odbierając jej zarazem tytuł królowej. 10 grudnia 1541 r. wykonano wyroki śmierci na Thomasie Culpeperze (został ścięty) i Francisie Derehamie (został powieszony i poćwiartowany) w Tyburn. Zgodnie ze zwyczajem ich głowy umieszczono na Moście Londyńskim. Uwięziono również wielu członków rodziny Norfolków, z wyjątkiem księcia Norfolk, który 14 grudnia napisał do króla list, w którym całą winę zrzucał na siostrzenicę i macochę i wyjaśniał, że nie ma z tym nic wspólnego. Wszyscy uwięzieni Norfolkowie zostali skazani na dożywocie i przepadek mienia, po pewnym czasie wypuszczono ich i przywrócono dobra.
Sprawa królowej natomiast została wniesiona pod obrady parlamentu w styczniu 1542 r. Zmieniono prawo tak, że umożliwiało egzekucję królowej za ukrywanie historii swojego życia seksualnego przed królem oraz cudzołóstwo w trakcie małżeństwa. To czyniło bezprzedmiotowym odwoływanie się do umowy przedmałżeńskiej z Francisem i w ten sposób podważanie ważności małżeństwa. 10 lutego Katarzynę przewieziono do londyńskiej twierdzy Tower, następnego dnia nowy przepis uzyskał akceptację króla, a egzekucję wyznaczono na 7 rano w poniedziałek 13 lutego 1542. W noc przed egzekucją Katarzyna poprosiła kata, aby przyniósł do jej celi (cele dla osób wysokiego rodu w Tower of London różniły się znacznie od tych zwyczajnych dla plebsu) pieniek, na którym miała zostać następnego dnia ścięta, aby móc wypróbować ułożenie głowy. W dniu egzekucji zachowywała spokój, choć była blada i potrzebowała pomocy, by wejść na podwyższenie. Wygłosiła mowę, podczas której nazwała swoją karę "słuszną i sprawiedliwą" i prosiła o łaskę dla rodziny oraz modlitwę za jej duszę. Według popularnej, ale również podważanej przez historyków legendy, jej ostatnie słowa brzmiały Kochałam Culpepera. Umieram jako królowa, choć wolałabym być jego żoną. Kat ściął jej głowę jednym ciosem topora (a nie miecza jak Anny Boleyn). Razem z nią wyrok śmierci wykonano na jej damie dworu Jane Parker, która, uwięziona, oszalała. Prawo zakazywało wprawdzie egzekucji osób chorych psychicznie, ale Henryk je zmienił. Obie pochowano w nieoznaczonym grobie w pobliskiej kaplicy St Peter ad Vincula na terenie zamku Tower of London, obok kuzynki i poprzedniczki Katarzyny u boku Henryka VIII, Anny Boleyn. W roku 1876 odnaleziono i zidentyfikowano szczątki obu byłych królowych i przeniesiono do osobnej krypty przed głównym ołtarzem. W czasach królowej Wiktorii dokonano renowacji kaplicy i choć nie zidentyfikowano szczątków Katarzyny wśród odnalezionych kości, została upamiętniona na tablicy ku czci wszystkich, którzy zginęli w Tower.
Niektórzy badacze przypuszczają, że Katarzyna nie zostałaby stracona, gdyby nie przyznała się do winy (ponoć król chciał ją oszczędzić). Na korzyść królowej mogłoby świadczyć również milczenie Derehama na temat  Culpepera, jednak Dereham, przestraszony możliwością tortur, ujawnił wszelkie szczegóły. Skoro obciążające królową fakty zostały ujawnione, wyrok w przypadku królowej oznaczał śmierć, bowiem cudzołóstwo żony króla uznawano za zdradę.